# Malawi na Mistrzostwach Świata w Lekkoatletyce 2013
Malawi na Mistrzostwach Świata w Lekkoatletyce 2013 – reprezentacja Malawi podczas czempionatu w Moskwie liczyła 1 zawodnika.

## Występy reprezentantów Malawi
| Konkurencja             | Zawodnik       | Runda 1       | Runda 1 | Półfinał | Półfinał | Finał    | Finał   |
| Konkurencja             | Zawodnik       | Rezultat      | Pozycja | Rezultat | Pozycja  | Rezultat | Pozycja |
| ----------------------- | -------------- | ------------- | ------- | -------- | -------- | -------- | ------- |
| Bieg na 5000 m mężczyzn | Grevazio Mpani | 14:15,65 (PB) | 29.     | —        | —        | NQ       | NQ      |